# Гуркін Юхим Юрійович
Юхим Юрійович Гуркін (рос. Ефим Юрьевич Гуркин; 13 листопада 1992, м. Уфа, Росія) — російський хокеїст, захисник. Виступає за «Салават Юлаєв» (Уфа) у Континентальній хокейній лізі.
Вихованець хокейної школи «Салават Юлаєв» (Уфа). Виступав за «Толпар» (Уфа), «Салават Юлаєв» (Уфа).
У складі юніорської збірної Росії учасник чемпіонату світу 2010.